# Joseph Gasquet (général)
Pour les articles homonymes, voir Gasquet.
Joseph Gasquet, né le 17 juillet 1764 à Saint-Zacharie (Var), mort le 18 mai 1819 à Saint-Maximin (Var), est un général français de la Révolution et de l’Empire.

## Biographie
Il entre en service le 6 février 1781, comme soldat dans le régiment de Dauphiné-Infanterie. Le 15 septembre 1791, il est élu capitaine dans le 1er bataillon de volontaires nationaux de son département, amalgamé plus tard dans la 165e demi-brigade d’infanterie. Envoyé en Italie dès le début de la guerre, il devient adjoint de l’adjudant-général Gardanne le 1er floréal an II (20 avril 1794) et il est blessé d’un coup de baïonnette au coup à la prise de la redoute de Sommor-Longa dans le comté de Nice. Gardanne étant devenu général, il prend les fonctions d’aide de camp le 10 brumaire an IV (1er novembre 1795).
Le 20 floréal an VI (9 mai 1798), il embarque pour l’Égypte et durant cette campagne, il est blessé d’un coup de feu au côté droit à la bataille des Pyramides le 3 thermidor an VI (21 juillet 1798) et une autre à la cuisse droite entre le fort Kamir et Boulaq. Il est nommé adjudant-général chef de brigade provisoire 1er ventôse an VIII (20 février 1800), grade confirmé le 15 thermidor an IX (3 août 1801). 
De retour en France en brumaire en X (novembre 1801), il siège au tribunal spécial du département des Alpes-Maritimes et le 25 germinal an XI (15 avril 1803), il se rend à la 11e division militaire. Affecté à la 27e division à Turin, il est fait chevalier de la Légion d’honneur le 15 pluviôse an XII (5 février 1804) et officier du même ordre le 25 prairial an XII (14 juin 1804). Le 29 floréal an XIII (19 mai 1805), il passe chef d’état-major de sa division.
Le 30 octobre 1806, il rejoint la Grande Armée, pour exercer les mêmes fonctions à la 2e division d’infanterie du 5e corps sous les ordres du général Gazan, avec laquelle il fait la campagne de 1807 en Prusse et au Portugal. 
Le 4 décembre 1808, il entre en Espagne et conserve ses fonctions jusqu’à la fin du siège de Badajoz, dont il a le commandement. Il est élevé au grade de commandeur de la Légion d’honneur le 10 mars 1809. En 1811, il sert au 4e corps de l’armée d’Espagne et fin juin 1813, après la bataille de Vitoria, où il fait preuve d’une grande bravoure, il suit la retraite de l’armée du midi sur Saint-Jean-Pied-de-Port et en juillet il en devient chef d’état-major général provisoire, sous les ordres du général Gazan. Il est créé baron de l’Empire le 2 octobre 1813 et le 13 décembre 1813, il est blessé d’un coup de feu à la cuisse droite à l’affaire de Mousseroles près de Bayonne.
Le 17 janvier 1814, il est nommé commandant d’armes sans emploi et il est promu général de brigade le 15 mars 1814. Le 1er novembre 1814, le roi Louis XVIII, le fait chevalier de Saint-Louis. Le 23 mai 1815, pendant les Cent-Jours, il est affecté à la 7e division de réserve de gardes nationales actives, attaché à l’armée des Alpes, qu’on rassemblait à Chambéry. Après les événements du mois de juin, de passage à Paris, il apprend qu’il est admis à la retraite en vertu d’une ordonnance du 1er août 1815.
Il meurt le 18 mai 1819 à Saint-Maximin.